# ناحیه اوست-آلدان
ناحیه اوست-آلدان (به لاتین: Ust-Aldansky District) یک منطقهٔ مسکونی در روسیه است که در یاقوتستان واقع شده‌است.